# Rolf Castell (Schauspieler)
Rolf Castell (* 28. Mai 1921 in München; † 3. August 2012 ebenda) war ein deutscher Volks- und Theaterschauspieler sowie Hörfunkmoderator. Zudem war er künstlerischer Sprecher und Fernsehautor für Dokumentarfilme beim Bayerischen Rundfunk.

## Leben
Nach dem Abitur begann er das Studium der Theaterwissenschaft bei Artur Kutscher und besuchte eine Schauspielschule. Aufgrund des Zweiten Weltkriegs musste Castell 1940 sein Schauspiel- und Theaterwissenschaftsstudium abbrechen und wurde zum Kriegsdienst eingezogen. Er verbrachte während des Krieges unter anderem zwei Jahre in Afrika. 1945 nahm er seine Ausbildung wieder auf.
Er gab sein Debüt 1948 an den Städtischen Bühnen München, dem Zusammenschluss des Münchner Volkstheaters und der Münchner Kammerspiele. Von 1950 bis 1953 war er an den Kammerspielen engagiert, dann ab 1954 beim Bayerischen Staatsschauspiel, wo er später als Gast tätig war. Er spielte hier zahlreiche Rollen und gastierte an verschiedenen anderen Bühnen. Nach dem Tod von Gustl Bayrhammer 1993 übernahm Castell in der jahrzehntelang aufgeführten Inszenierung des Brandner Kaspars des Bayerischen Staatsschauspiels in München die Rolle von Petrus, dem "Heiligen Portner".

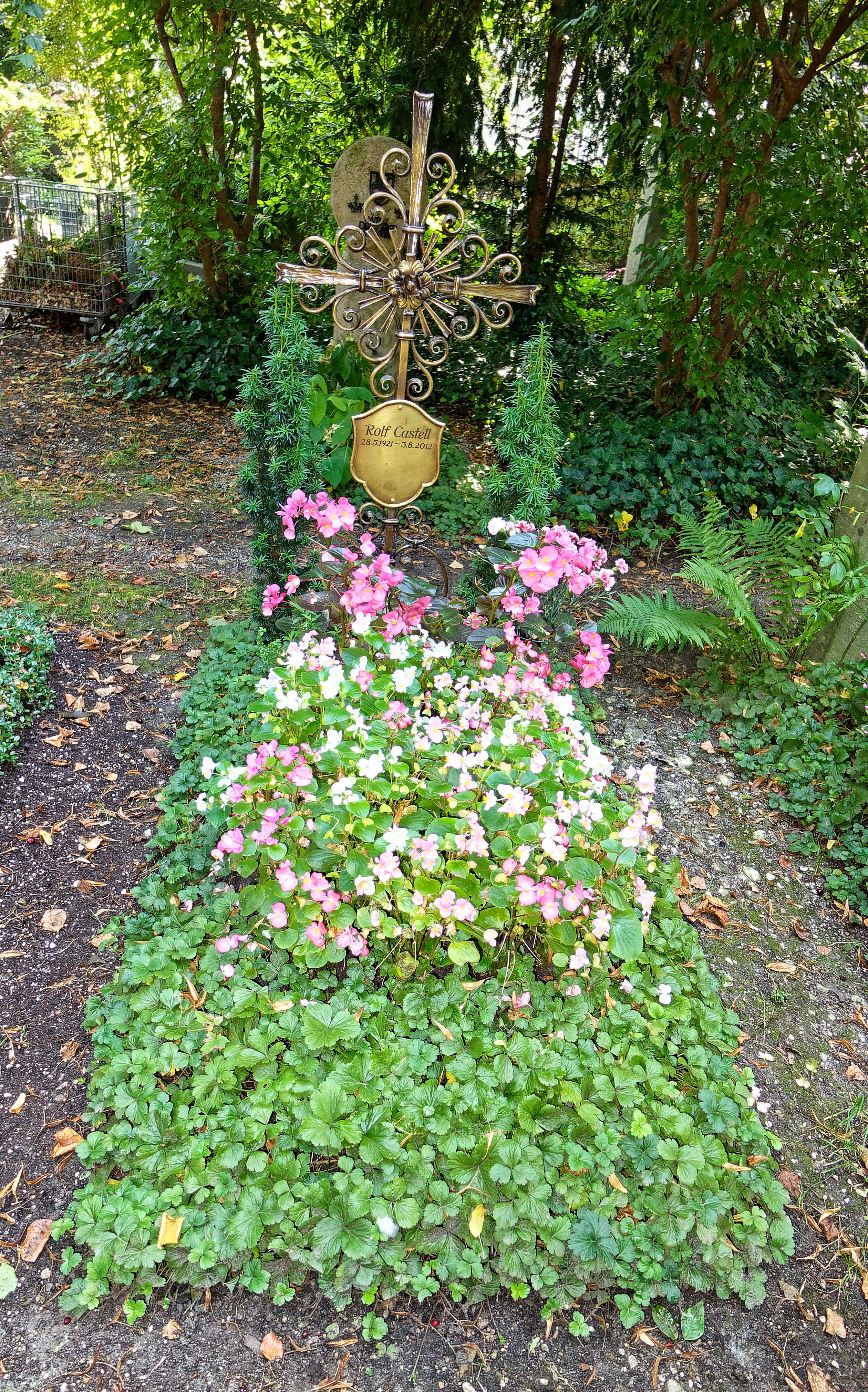
Grab auf dem Bogenhauser Friedhof

Beim Fernsehen arbeitete er seit den ersten Versuchssendungen. So spielte er als Kriminalrat Schubert an der Seite von Helmut Fischer in der Krimireihe Tatort und in vielen Stücken des Komödienstadels. Er wirkte in etwa dreißig Kinofilmen mit, darunter fünf amerikanische Produktionen. Einen besonderen Schwerpunkt seiner Tätigkeit bildete der Hörfunk, wo er seit 1948 als Sprecher, Moderator, Regisseur, Autor und Redakteur aktiv war. Bekannt wurde Castell als Moderator der morgendlichen Radio-Sendung Musikjournal auf Bayern 1 von 1962 bis 1986.
Castell starb am 3. August 2012 im Alter von 91 Jahren. Er ruht auf dem Bogenhausener Friedhof in München.

## Theater (Auswahl)
- 1950 Münchner Kammerspiele
- 1954 Bayerisches Staatsschauspiel
- Luisenburg-Festspiele in Wunsiedel

## Filmografie (Auswahl)
- 1955: Der Frontgockel
- 1958: Die Bernauerin
- 1962: Lieder klingen am Lago Maggiore
- 1963: Das Kriminalmuseum: Fünf Fotos
- 1963: Ferien vom Ich
- 1963: Interpol: Herz ist Trumpf
- 1964: Wenn man baden geht auf Teneriffa
- 1965: Die fünfte Kolonne: Ein Mann namens Pavlow
- 1965: Sie schreiben mit: Aus heiterem Himmel
- 1966: Der Komödienstadel – Die Mieterhöhung
- 1967: Das Kriminalmuseum: Die Kamera
- 1971: Mädchen beim Frauenarzt
- 1971: Der neue Schulmädchen-Report. 2. Teil: Was Eltern den Schlaf raubt
- 1972–1980: Tatort (Fernsehreihe)
  - 1972:  Kressin und der Mann mit dem gelben Koffer
  - 1975: Schöne Belinda
  - 1980: Spiel mit Karten
- 1974: Schulmädchen-Report. 8. Teil: Was Eltern nie erfahren dürfen
- 1975: Der Wohltäter
- 1975–1989: Derrick (Fernsehserie, sieben Folgen)
- 1976: Freiwillige Feuerwehr
- 1977: Sachrang
- 1977: Die Jugendstreiche des Knaben Karl
- 1977: Schulmädchen-Report. 11. Teil: Probieren geht über Studieren
- 1979: Anton Sittinger
- 1979: Andreas Vöst (Fernsehfilm)
- 1979: Der Ruepp (Fernsehfilm)
- 1979–1991: Der Alte (Fernsehserie, neun Folgen)
- 1981–1989: Tatort (Fernsehreihe) als Kriminalrat Schubert
  - 1981: Im Fadenkreuz
  - 1982: Tod auf dem Rastplatz
  - 1983: Roulette mit 6 Kugeln
  - 1984: Heißer Schnee
  - 1985: Schicki-Micki
  - 1986: Riedmüller, Vorname Sigi
  - 1987: Die Macht des Schicksals
  - 1987: Pension Tosca oder Die Sterne lügen nicht
  - 1987: Gegenspieler
  - 1989: Bier vom Faß
- 1986: Irgendwie und Sowieso (Fernsehserie, Folge Eine lange Nacht)
- 1992–1998: Der Bergdoktor (Fernsehserie)
- 1995–2000: Alle meine Töchter (Fernsehserie)
- 2000: Polizeiruf 110: Verzeih mir

Castell hatte zudem Gastauftritte unter anderem in Café Meineid, Zur Freiheit, Königlich Bayerisches Amtsgericht, Löwengrube, Die Wiesingers, SOKO 5113, Forsthaus Falkenau, Meister Eder und sein Pumuckl sowie verschiedene Auftritte im Komödienstadel.

## Auszeichnungen
1983 verlieh ihm der Bayerische Rundfunk die Verdienstmedaille und 2002 wurde er von der Stadt München mit der Medaille München leuchtet in Silber ausgezeichnet. Posthum wurde er am 10. Oktober 2012 mit dem Bayerischen Verdienstorden geehrt.